# RIA Novosti
RIA Novosti (tiếng Nga: РИА Новости) đôi khi gọi là RIA (tiếng Nga: РИА) là hãng thông tấn thuộc sở hữu nhà nước của Nga. Hãng thông tấn này hoạt động dưới quyền của Bộ Truyền thông và Truyền thông đại chúng Nga, RIA Novosti có trụ sở tại Moscow và điều hành khoảng 80 văn phòng quốc tế. RIA có nghĩa là Cơ quan Thông tin Nga và Novosti có nghĩa là Tin tức bằng tiếng Nga, chữ viết tắt phổ biến trong tiếng Nga là RIA. Vào ngày 9 tháng 12 năm 2013, Tổng thống Nga Vladimir Putin đã ra lệnh thanh lý RIA Novosti và thành lập một hãng thông tấn quốc tế Nga với tên gọi là Rossiya Segodnya. Dmitry Kiselev, một người phụ trách của kênh Russia-1 được chỉ định làm chủ tịch đầu tiên của cơ quan thông tin mới.

## Hoạt động
Vào ngày 10 tháng 11 năm 2014, Rossiya Segodnya đã ra mắt nền tảng đa phương tiện Sputnik với tư cách pháp lý là sự kế thừa của RIA Novosti và Tiếng nói nước Nga. Tuy nhiên, tại chính nước Nga, Rossiya Segodnya tiếp tục vận hành dịch vụ tin tức tiếng Nga của mình dưới tên RIA Novosti với trang web ria.ru. Cơ quan này đã công bố tin tức và phân tích về các chủ đề chính trị-xã hội, kinh tế, khoa học và tài chính trên Internet và qua e-mail bằng các ngôn ngữ chính của Châu Âu, cũng như tiếng Ba Tư, tiếng Nhật và tiếng Ả Rập. Hãng thông tấn này có một mạng lưới phóng viên ở Liên bang Nga, SSN (CIS) và hơn 40 quốc gia không thuộc CIS. Khách hàng bao gồm chính quyền, chính phủ Nga, Hội đồng Liên bang, Duma Quốc gia, các bộ và cơ quan chính phủ hàng đầu, chính quyền các khu vực Nga, đại diện cộng đồng doanh nghiệp Nga và nước ngoài, cơ quan ngoại giao và các tổ chức công cộng. RIA Novosti là một hãng tin đã giành nhiều giải thưởng. Tổng biên tập cuối cùng của RIA Novosti là Svetlana Mironyuk người phụ nữ đầu tiên được bổ nhiệm vào vị trí này.